# ایستگاه متروی کینگزبوری
ایستگاه متروی کینگزبوری (انگلیسی: Kingsbury tube station) یکی از ایستگاه‌های مترو لندن است.
این ایستگاه که در منطقه برنت لندن قرار دارد در سال ۱۹۳۲ تأسیس شده و جزئی از خط جوبیلی می‌باشد.

## نگارخانه

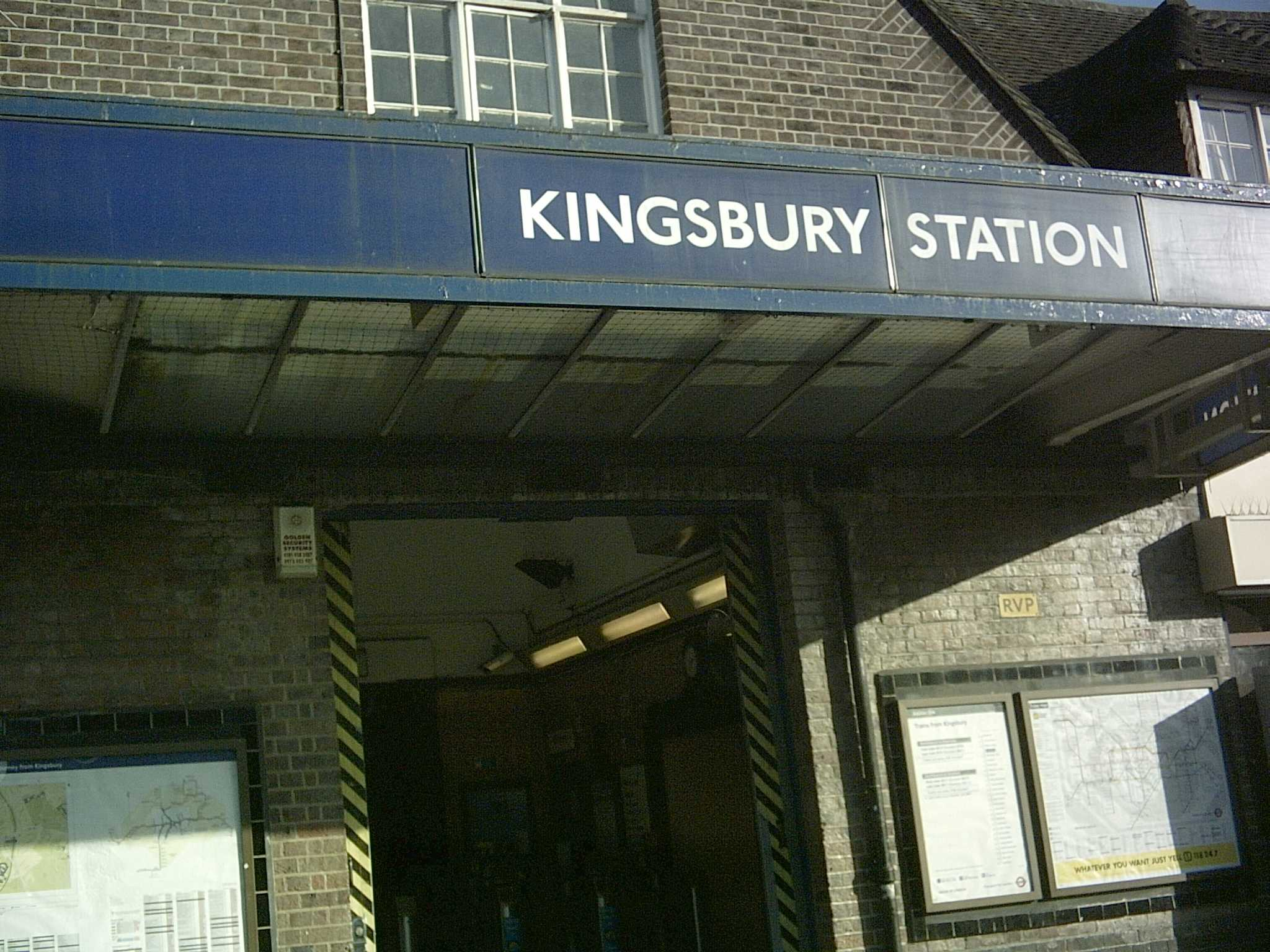
Close-up of station entrance
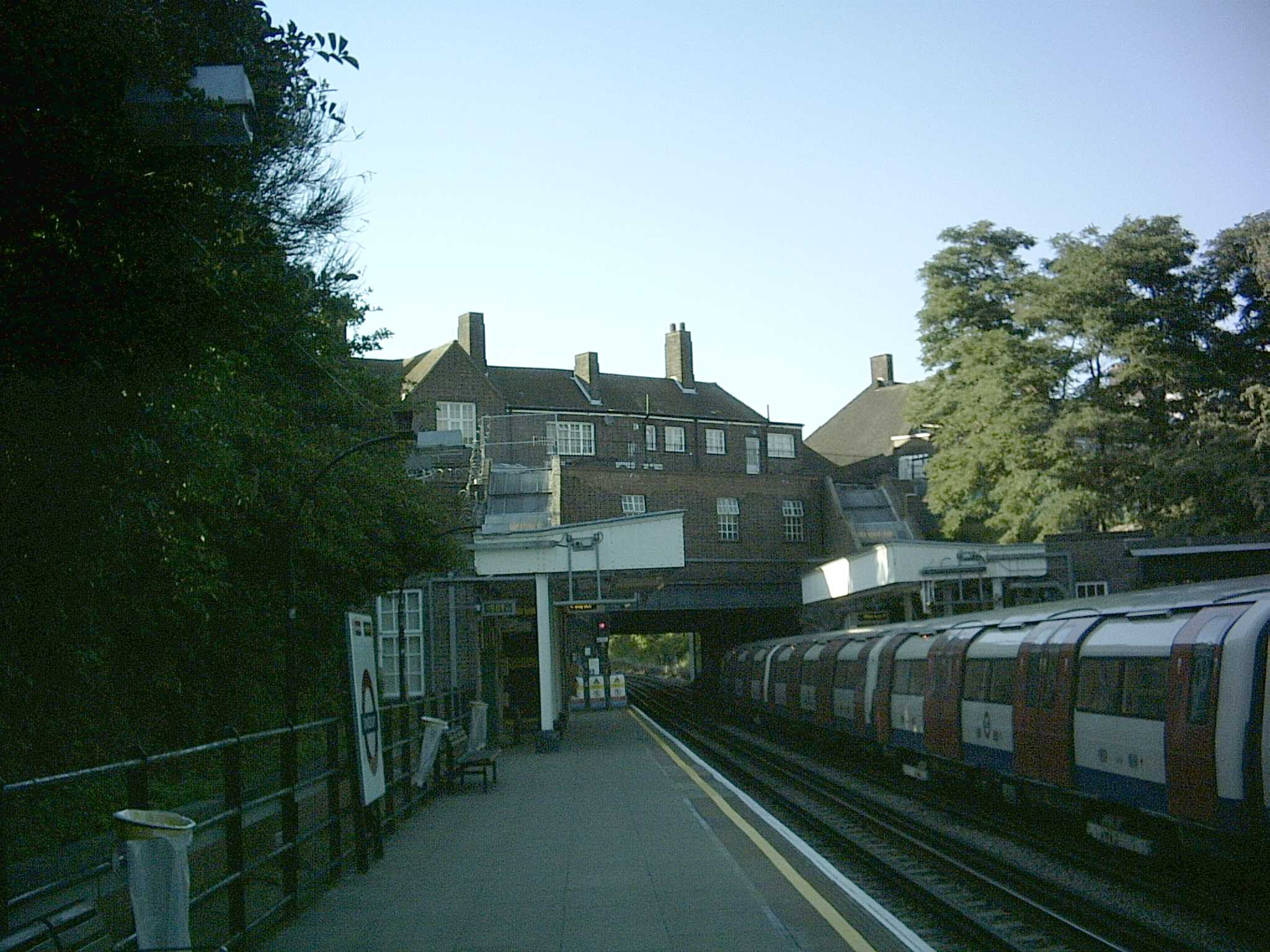
The northbound platform facing north
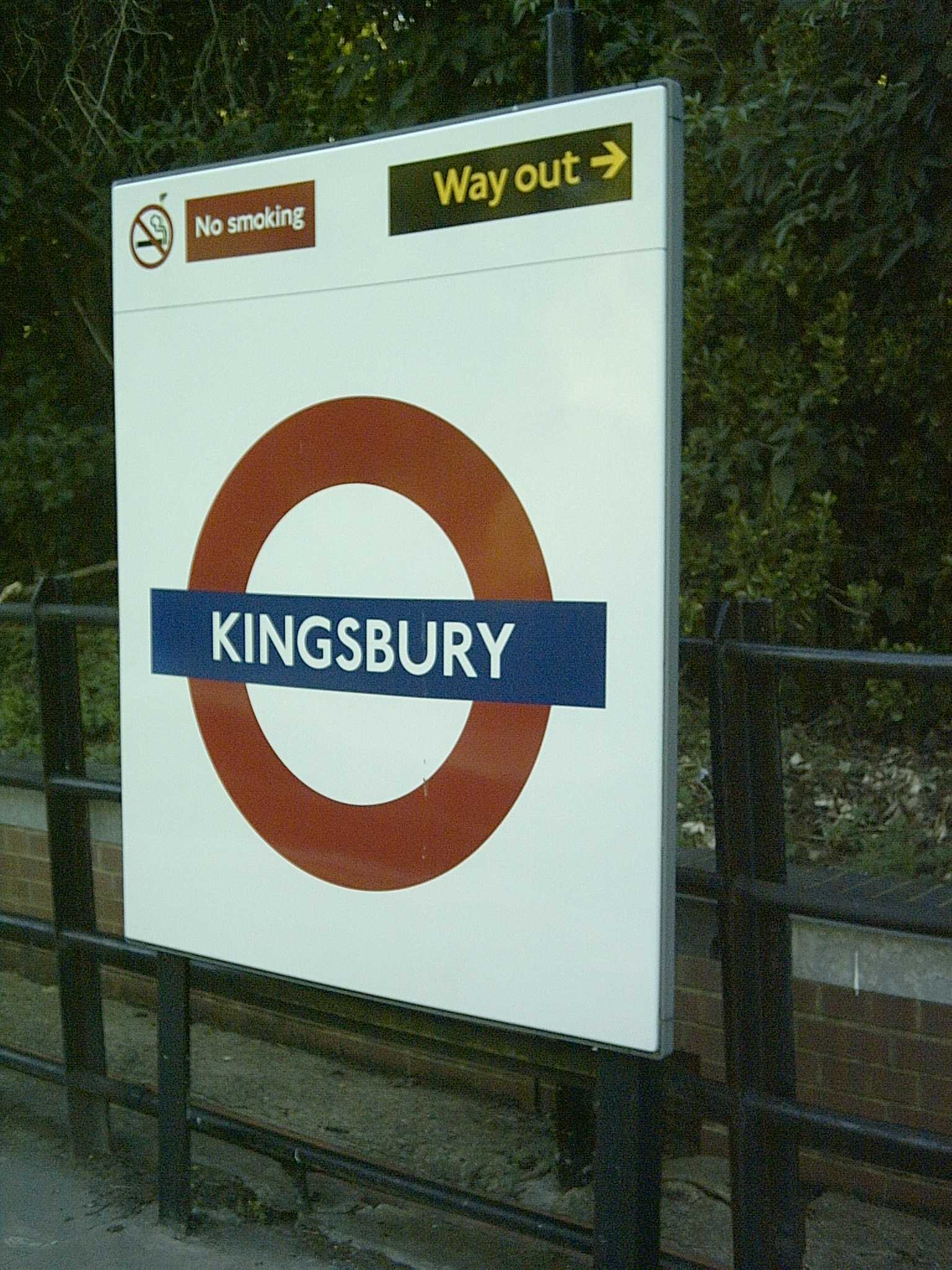
The northbound platform
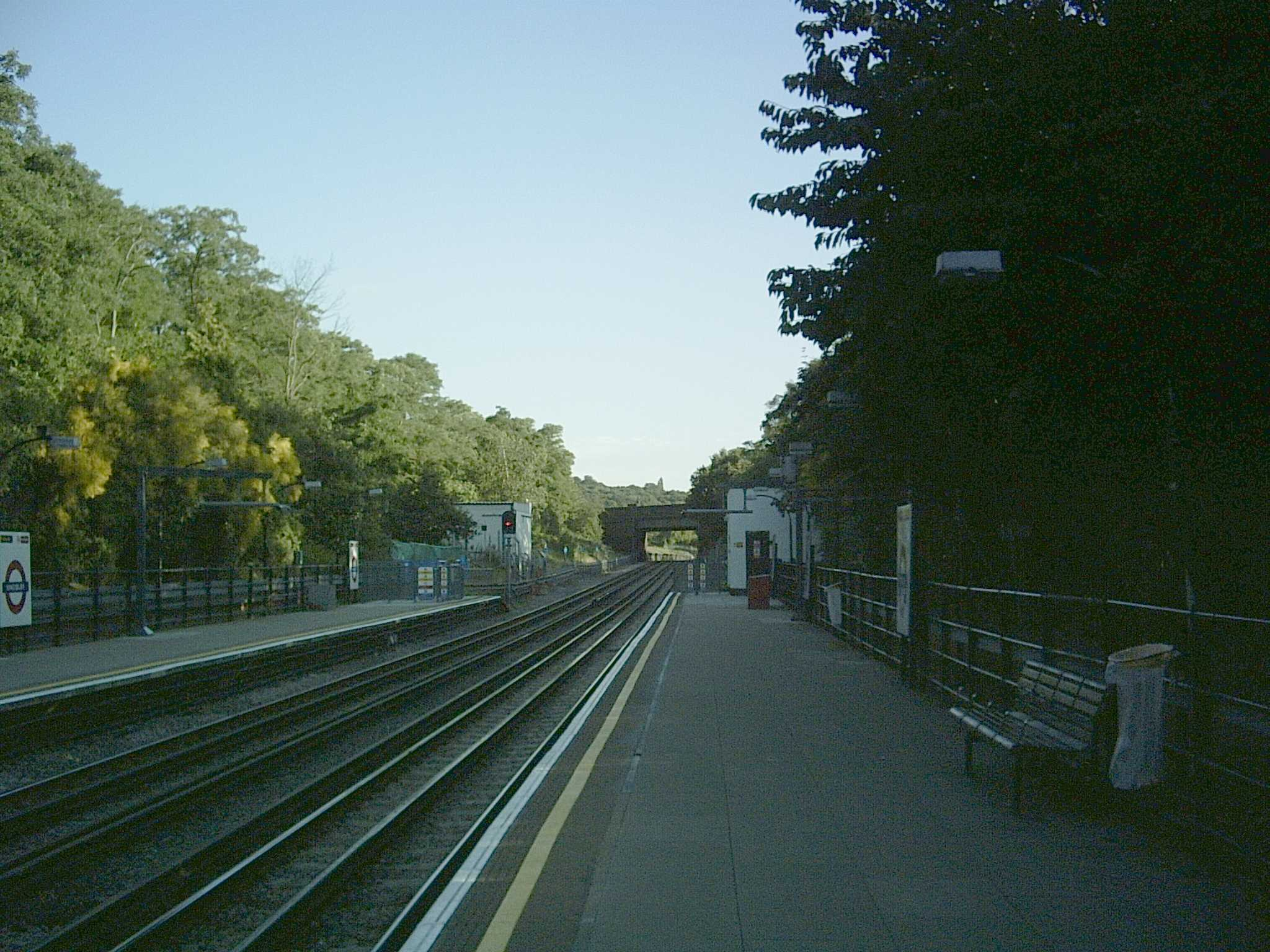
The northbound platform facing south